# Ото (Золмс-Зоненвалде)
Вижте пояснителната страница за други личности с името Ото.
Ото фон Золмс-Зоненвалде-Поух (на немски: Otto zu Solms-Sonnenwalde-Pouch; * 25 юни 1550 в Зоневалде; † 29 януари 1612 в Зоневалде) е граф на Золмс, от 1581 г. господар на Зоневалде и Поух, от 1602 г. съ-господар на Вилденфелс.
Той е третият син на граф Фридрих Магнус I фон Золмс-Лаубах (1521 – 1561) и съпругата му Агнес фон Вид (ок. 1505 – 1588), дъщеря на граф Йохан III фон Вид и графиня Елизабет фон Насау-Диленбург (1488 – 1559), дъщеря на граф Йохан V фон Нассау-Дилленбург и Елизабет фон Хесен-Марбург. По баща е внук на граф Ото I фон Золмс-Лаубах и Анна фон Мекленбург. По-големият му брат Йохан Георг I (47 – 1600), наследява баща им като граф на Золмс-Лаубах.

## Фамилия
Ото се жени на 9 септември 1581 г. в Отвайлер за графиня Анна Амалия (* 12 октомври 1560 във Вайлбург; † 6 януари 1634 в Страсбург), дъщеря на граф Албрехт фон Насау-Вайлбург и Анна фон Насау-Диленбург. Те имат децата:
- Анна
- Агнес († 1587)
- Анна Мария (1585 – 1634), омъжена на 26 януари 1609 г. в Зоненвалде за граф Филип Ернст фон Хоенлое-Лангенбург (1584 – 1628), родители на Хайнрих Фридрих фон Хоенлое-Лангенбург
- Доротея (1586 – 1625), омъжена на 30 ноември 1616 г. в Нойенщайн за пфалцграф Георг Вилхелм фон Пфалц-Цвайбрюкен-Биркенфелд (1591 – 1669)
- Ото († 1587)
- Анна Отилия (1590 – 1612)
- Фридрих Алберт (1592 – 1615), женен за София Шенк фон Таутенбург († 23 януари 1636)
- Филип Ото (1597)